# آواگ بابایانتس
آواگ آبلی بابایانتس (ارمنی: Ավագ Աբելի Բաբայանց؛ زادهٔ ۱۲ مهٔ ۱۹۳۲ - درگذشته تاریخ نامعلوم) یک فرد نظامی اهل ارمنستان بود.

## زندگی‌نامه
در ۱۲ مه ۱۹۳۲ در سمرقند به دنیا آمد . وی پسرعموی یوری بابایانتس بود. وی همچنین برنده نشان پرچم سرخ کار و نشان ستاره سرخ شده است. تاریخ درگذشت وی نامعلوم است .